# Osilo
Osilo (sardinski: Ósile, sasarski: Ósili, galurski: Ósilu) je grad i općina (comune) u pokrajini Sassariju u regiji Sardiniji, Italija. Nalazi se na nadmorskoj visini od 672 metra i ima 3 059 stanovnika.
 Prostire se na 98,03 km². Gustoća naseljenosti je 31 st/km².
Susjedne općine su: Cargeghe, Codrongianos, Muros, Nulvi, Ploaghe, Sassari, Sennori i Tergu.